# Raymond Nègre
Pour les articles homonymes, voir Nègre (homonymie).
Raymond Nègre est un directeur artistique et chef décorateur, né le 13 juillet 1908 à Domjulien (Vosges) et mort le 8 juillet 1985 à Créteil (Val-de-Marne).

## Biographie

### Carrière
Raymond Jean Léon Nègre est né à Domjulien dans les Vosges.
Il est actif dans le cinéma des années 1940 à 1960 : il est chef décorateur dans plus de soixante films de cette période.
Il travaille à de nombreuses reprises avec André Berthomieu. Il réalise les croquis illustrant les effets spéciaux dans le Dictionnaire technique du cinéma. Il reste une figure emblématique aux studios de Joinville.
Raymond Nègre meurt en 1985 à Créteil.

### Famille

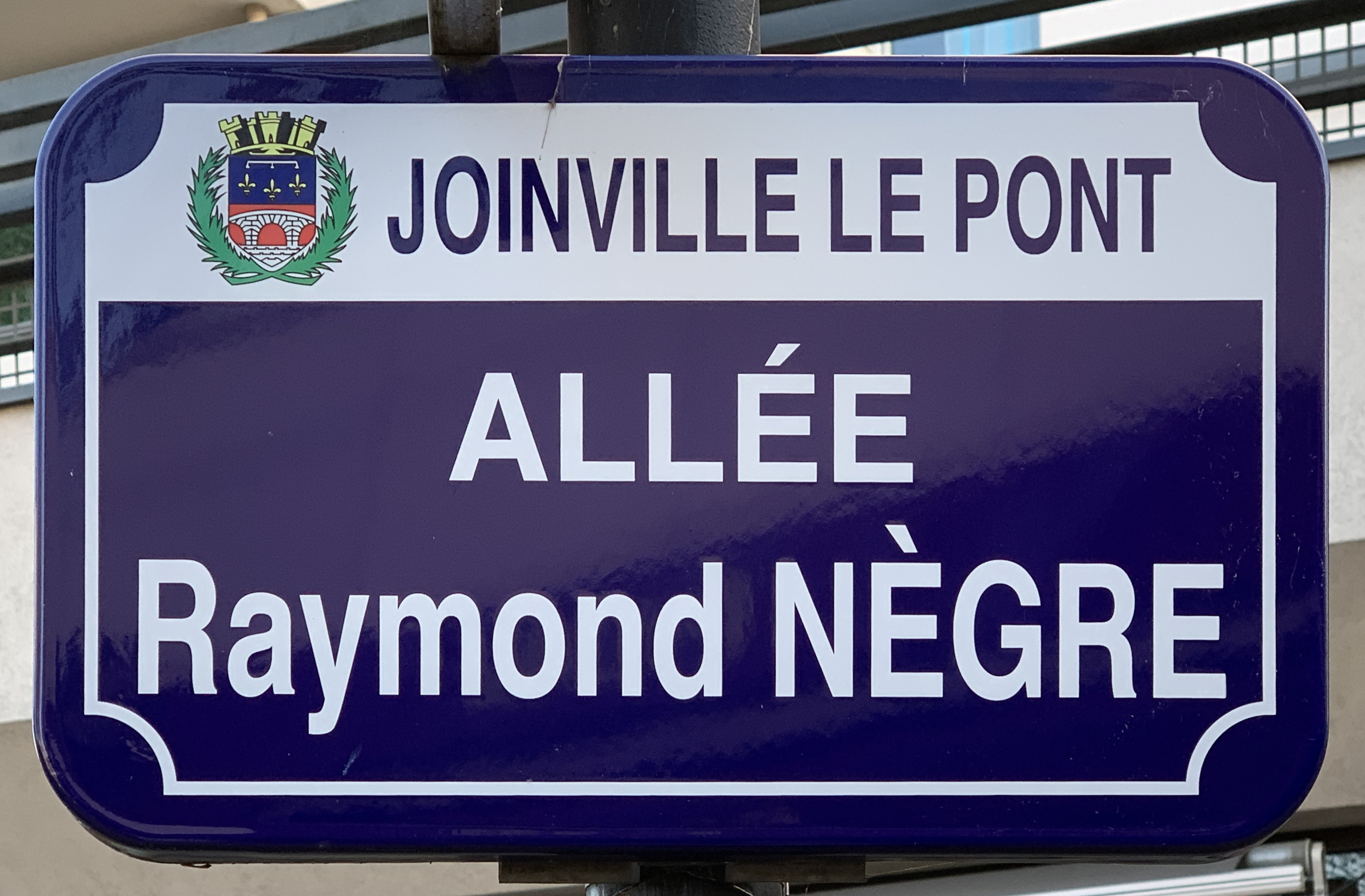
Plaque de rue à Joinville le Pont.

Raymond Nègre est le père de l'artiste peintre Osanne et du chef décorateur et directeur artistique Alain Nègre.

## Hommage
La commune de Joinville-le-Pont lui a rendu hommage en baptisant une des voies du quartier de Palissy « allée Raymond Nègre ».

## Filmographie partielle

### Cinéma
- 1937 : La Mort du cygne
- 1942 : Dernier Atout de Jacques Becker
- 1944 : L'Ange de la nuit d'André Berthomieu
- 1945 : Enquête du 58 (court-métrage)
- 1945 : J'ai dix-sept ans
- 1945 : Peloton d'exécution
- 1946 : Pas si bête
- 1946 : Jeux de femmes
- 1947 : Carré de valets
- 1947 : Le Bataillon du ciel
- 1947 : Les Maris de Léontine
- 1947 : Monsieur de Falindor
- 1947 : La Dernière Chevauchée
- 1948 : Blanc comme neige
- 1948 : Par la fenêtre
- 1948 : L'Ombre
- 1948 : Trois Garçons, une fille de Maurice Labro
- 1949 : Le Bal des pompiers
- 1949 : La Femme nue
- 1950 : Le Roi Pandore
- 1950 : Nous irons à Paris
- 1950 : La Petite Chocolatière
- 1950 : Pigalle-Saint-Germain-des-Prés
- 1950 : Le Tampon du capiston
- 1951 : Jamais deux sans trois
- 1951 : Mademoiselle Josette, ma femme
- 1951 : Le Roi des camelots
- 1951 : Bertrand cœur de lion
- 1952 : Allô... je t'aime
- 1952 : Jocelyn
- 1952 : Le Crime du Bouif
- 1953 : Soyez les bienvenus
- 1953 : Le Portrait de son père
- 1953 : Belle Mentalité !
- 1954 : Une vie de garçon de Jean Boyer
- 1955 : Futures Vedettes de Marc Allégret
- 1955 : Les deux font la paire d'André Berthomieu
- 1955 : Pas de pitié pour les caves
- 1955 : Quatre jours à Paris
- 1956 : Les Duraton
- 1956 : Cinq millions comptant
- 1956 : La Joyeuse Prison
- 1956 : Lorsque l'enfant paraît
- 1956 : À la manière de Sherlock Holmes
- 1957 : À la Jamaïque
- 1957 : Marchands de filles
- 1958 : Sacrée Jeunesse
- 1958 : Le Temps des œufs durs
- 1958 : En légitime défense
- 1958 : Cargaison blanche
- 1959 : Certains l'aiment froide
- 1960 : Préméditation
- 1961 : Dans l'eau... qui fait des bulles !
- 1962 : L'Âne et le Bœuf (court-métrage)

### Télévision
- 1961 : Hauteclaire ou le Bonheur dans le crime (téléfilm)
- 1962: La Belle Équipe (télévision)
- 1966 : Marie Tudor, téléfilm d'Abel Gance pour l'ORTF
- 1969 : En votre âme et conscience, épisode : L'Affaire Lacoste de  René Lucot
- 1971 : Ubu enchaîné (télévision)
- 1971 : Melody (télévision)